# Los juegos del hambre: balada de pájaros cantores y serpientes
Los juegos del hambre: balada de pájaros cantores y serpientes (título original en inglés: The Hunger Games: The Ballad of Songbirds and Snakes) es una película de acción de ciencia ficción estadounidense dirigida por Francis Lawrence a partir de un guion de Michael Arndt y Michael Lesslie, basada en la novela de 2020 The Ballad of Songbirds and Snakes de Suzanne Collins. Es la quinta entrega de la serie de películas The Hunger Games, que sirve como precuela de The Hunger Games (2012). Está protagonizada por Tom Blyth, Rachel Zegler, Josh Andrés Rivera, Hunter Schafer, Jason Schwartzman, Burn Gorman, Peter Dinklage y Viola Davis. En la película, Coriolanus Snow (Blyth) es llamado a ser el mentor de Lucy Gray Baird (Zegler), un tributo de los Juegos, mientras busca restaurar la prosperidad de su familia en Panem.
Jon Feltheimer, director ejecutivo de Lionsgate Films, confirmó que se producirían futuras películas de Los Juegos del Hambre si Collins escribía más entregas. En 2019, el estudio anunció sus planes para Pájaros Cantores y Serpientes, y el desarrollo oficial de la película comenzó un año después, con Lawrence regresando como director y Lesslie y Ardnt como guionistas. Blyth y Zegler fueron elegidos en mayo de 2022 y el rodaje principal comenzó en julio de ese mismo año y se prolongó hasta noviembre de ese mismo año, con locaciones de rodaje como Breslavia, Berlín y Leipzig.
La película se estrenó en los cines de Estados Unidos el 17 de noviembre de 2023 por Lionsgate. La película recibió críticas mixtas, con elogios para su reparto y su historia, pero críticas por su ejecución Recaudó 348 millones de dólares siendo así un éxito comercial lo que convirtió a la saga de Los Juegos del Hambre en la vigésima franquicia cinematográfica más taquillera de todos los tiempos, con una recaudación global de 3300 millones de dólares.
Una secuela basada en Sunrise on the Reaping se estrenará el 20 de noviembre de 2026.

## Argumento
Años antes de convertirse en el tiránico presidente de Panem, Coriolanus Snow, de 18 años, es la última esperanza para su familia de recuperar el orgullo y prestigio que tuvo antes de los Días Oscuros. Con la décima edición de Los juegos del hambre acercándose rápidamente, el joven Snow se alarma cuando lo asignan como mentor de Lucy Gray Baird, el tributo femenino del empobrecido Distrito 12. Pero, después de que Lucy Gray atrae toda la atención de Panem cantando desafiante durante la ceremonia de cosecha, Snow piensa que podría ser capaz de cambiar las probabilidades a su favor. Uniendo sus instintos para el espectáculo y su nueva sabiduría política, Snow y Lucy Gray en su carrera contrarreloj para sobrevivir finalmente revelarán quién es un pájaro cantor y quién es una serpiente..
En Panem, distópico y devastado por la guerra, el patriarca de la familia Snow, el general Crassus, muere en acción durante la Primera Rebelión entre el Capitolio y los trece distritos. Años más tarde, el hijo de Craso, Coriolanus, es uno de los veinticuatro estudiantes de la Academia seleccionados para ser mentores del décimo tributo anual a los Juegos del Hambre. Coriolanus quiere ganar la beca del Premio Plinth para restaurar el nombre Snow. Casca Highbottom, creador de los juegos y decano de la Academia, que maltrata a Coriolanus, aconseja a los mentores que se concentren en entretener a los espectadores en lugar de en los tributos que ganan los Juegos. El rico amigo y compañero mentor de Coriolanus, Sejanus Plinth, resiente la crueldad de los Juegos.
A Coriolanus se le asigna el tributo femenino del Distrito 12, Lucy Gray Baird. Durante la ceremonia de cosecha, Lucy atrae a los espectadores del Capitolio cantando y metiendo una serpiente en el vestido de la hija del alcalde, Mayfair Lipp. Mientras su compañera mentora Arachne Crane se burla de su tributo, quien luego la mata, Coriolanus se gana la confianza de Lucy Gray viajando con ella al Zoológico del Capitolio (donde residen los Tributos cuando llegan al Capitolio), llevándole comida y promocionándola entre los ciudadanos del Capitolio, para gran disgusto de Highbottom; emparejó a Coriolanus con un tributo al fracaso del Distrito 12.
Coriolanus propone un plan de patrocinio a la directora de juegos, la Dra. Volumnia Gaul: los espectadores del Capitolio pueden donar suministros a sus tributos favoritos a través de sus mentores durante los Juegos para aumentar la audiencia. La compañera de clase de Coriolanus, Clemensia Dovecote, se atribuye el mérito de su propuesta. Gaul coloca la propuesta en un tanque de serpientes genéticamente modificadas que atacan olores desconocidos y obliga a Clemensia a recuperarla. Las serpientes muerden a Clemensia, lo que confirma la autoría de Coriolanus.
Durante un recorrido por la arena de los Juegos, las bombas rebeldes explotan y matan a varios mentores y tributos. Después de que Lucy Gray salva a Coriolanus de los escombros que caen, él le da veneno para ratas para que lo utilice como arma y le cuenta sobre un agujero causado por una bomba en el piso de la arena. Varios tributos mueren en el baño de sangre inicial. Lucy Gray escapa a un túnel con su compañero tributo del Distrito 12, Jessup. Sejanus se cuela en la arena y llora a su tributo caído Marcus, un excompañero de clase del Distrito 2. La Dra. Volumnia Gaul convence a Coriolanus para que recupere a Sejano. Cuando un tributo los ataca, Coriolanus lo golpea fatalmente.
El hijo del presidente, Félix Ravinstill, muere a causa de las heridas provocadas por el bombardeo rebelde. Como venganza, Gaul suelta sus serpientes en la arena, matando a todos los tributos menos a Lucy Gray; Antes, Coriolanus puso en secreto un pañuelo con su aroma en el tanque. Gaul la declara vencedora sólo después de que los espectadores del Capitolio lo exigen. Después de la celebración, Highbottom confronta a Coriolanus con el pañuelo y el veneno, y lo sentencia a veinte años de servicio de pacificador en el Distrito 8. Coriolanus soborna a un oficial para que lo transfiera al Distrito 12; Sejanus se ofrece como voluntario para unirse a él.
En el Distrito 12, una ejecución en la horca inspira la canción "The Hang Tree" de Lucy Gray. Coriolanus y Sejanus visitan el bar Hob donde Lucy Gray actúa con Covey, una banda anteriormente nómada; Coriolanus se reúne con ella. Mientras tanto, Sejanus se ve envuelto en un complot rebelde. Coriolanus se enfrenta a Sejanus y registra su confesión usando un charlajo y la envía a la Dra. Volumnia Gaul. Más tarde, Coriolanus encuentra a Sejanus hablando con la rebelde Spruce, el exnovio de Lucy Gray, Billy Taupe, y la novia de Billy, Mayfair. En el enfrentamiento, Coriolanus mata a Mayfair y Spruce mata a Billy. Posteriormente, Sejanus y Spruce son ahorcados por traición .
Lucy Gray y Coriolanus escapan hacia el norte. Coriolanus revela accidentalmente que mató a tres personas; Lucy Gray sólo conoce dos. Coriolanus encuentra escondidas en una cabaña las armas que lo incriminan por el asesinato de Mayfair. Lucy Gray huye después de darse cuenta de que ella es el único cabo suelto que impide el regreso de Coriolanus. Él la persigue y es mordido por una serpiente que ella puso como trampa. Desorientado, dispara su rifle a ciegas después de que los charlajos imitan su voz. Su destino se desconoce.
Coriolanus regresa al Capitolio, donde Gaul revela que lo liberó con honores y lo inscribe en la universidad. Los padres de Sejano, sin saber que Coriolanus causó la muerte de su hijo, lo convierten en su heredero y financian su educación. Coriolanus visita a Highbottom, quien confiesa que los Juegos nunca debieron ser realidad; Se le ocurrió la idea mientras estaba borracho, pero Craso presentó la idea como su proyecto asociado. Highbottom cree que es responsable del derramamiento de sangre de los Juegos y nunca perdonó a Craso. Culpa a Coriolanus por garantizar que la horrible crueldad de los Juegos continúe durante generaciones. Coriolanus mata a Highbottom deslizando veneno en su frasco de morfina . Más tarde, Gaul entrena a Coriolanus como Vigilante, comenzando su ascenso al poder.

## Elenco
- Tom Blyth como Coriolanus "Coryo" Snow: un mentor de los próximos 10.º Juegos del Hambre y el futuro presidente de Panem.
- Rachel Zegler como Lucy Gray Baird: un tributo del Distrito 12 que forma una conexión con Coriolanus y miembro de Covey, un grupo de músicos ambulantes.
- Josh Andrés Rivera como Sejanus Plinth: un amigo cercano de Snow y el mentor de un tributo del Distrito 2.
- Hunter Schafer como Tigris Snow: la prima y confidente de Coriolanus, quien lo asesora en todo.
- Jason Schwartzman como Lucretius "Lucky" Flickerman: el presentador de televisión de los 10.º Juegos del Hambre y antepasado de Caesar Flickerman, quien presentaría ediciones posteriores de los Juegos.
- Peter Dinklage como Casca Highbottom: Decano de la Academia y cocreador de Los Juegos del Hambre.
- Viola Davis como la Dra. Volumnia Gaul: la Vigilante Jefe de los décimos Juegos del Hambre.
- Burn Gorman como el comandante Hoff: el líder de las fuerzas de paz enviadas por el Capitolio al Distrito 12.
- Fionnula Flanagan como Grandma'am/Abuelatriz: la estricta abuela de Coriolanus Snow.
- Ashley Liao como Clemensia Dovecote: una de las amigas más cercanas de Coriolanus y mentora de un tributo del Distrito 11.[6]
- Isobel Jesper Jones como Mayfair Lipp: la hija del alcalde del Distrito 12 y rival de Lucy Gray.[7]
- Dakota Shapiro como Billy Taupe: miembro de Covey e interés amoroso de Lucy Gray.[8]
- Vaughan Reilly como Maude Ivory: un miembro de Covey.[8]
- George Somner como Spruce: un ciudadano del Distrito 12.[8]
- Carl Spencer como Smiley: un pacificador enviado por el Capitolio al Distrito 12.[7]
- Scott Folan como Beanpole: un pacificador enviado por el Capitolio al Distrito 12.[7]
- Honor Gillies como Barb Azure: miembro de Covey.[7]
- Eike Onyambu como Tam Amber: miembro de Covey.[7]
- Genevieve DeGraves como Valvereene: tributo femenino del distrito 1.[7]
- Konstantin Taffet como Clerk Carmine: miembro de Covey.[7]
- Michael Greco y Daniela Grubert como Strabo Plinth y Mrs. Zócalo: los padres de Sejanus.[7]

## Producción

### Desarrollo
En agosto de 2017, el director ejecutivo de Lionsgate, Jon Feltheimer, expresó su interés en realizar productos derivados de la serie de películas Los juegos del hambre, con la intención de formar una sala de escritores para explorar el concepto.
En junio de 2019, Joe Drake, presidente de Motion Picture Group de Lionsgate, anunció que la compañía estaba trabajando con la autora Suzanne Collins con respecto a una adaptación de la novela The Ballad of Songbirds and Snakes. Para abril de 2020, Collins y Lionsgate confirmaron que se estaban realizando planes para el desarrollo de la película. Más tarde se confirmó que Francis Lawrence dirigiría la película, después de hacerlo en las tres películas anteriores de la serie. El guion fue escrito por Collins, Michael Arndt y Michael Lesslie, con Nina Jacobson y Brad Simpson como productores junto con Lawrence. Collins, además, se desempeñaría como productora ejecutiva de la película. En agosto de 2021, Drake declaró que la película "avanzaba muy, muy bien" en la preproducción.

### Casting
En mayo de 2022, Tom Blyth fue elegido como el joven presidente Snow, con Rachel Zegler como su protegida, la tributo Lucy Gray Baird. A Zegler se le ofreció originalmente el papel en enero, pero inicialmente lo rechazó antes de cambiar de opinión. En junio de 2022, Josh Andres Rivera (quien previamente protagonizó West Side Story de 2021 junto a Zegler), Hunter Schafer y Jason Schwartzman fueron elegidos para la película. Peter Dinklage fue elegido al mes siguiente. A lo largo de junio y julio de 2022, el elenco se completó con los actores que interpretarán a los múltiples tributos y mentores de la película. El 15 de agosto de 2022, se informó que Viola Davis fue elegida como Volumnia Gaul, la creadora principal de los 10° Juegos del Hambre. El 16 de septiembre de 2022, se revelaron más miembros del elenco, incluidos Burn Gorman y Fionnula Flanagan.

### Rodaje
El rodaje de la película comenzó en Wrocław, Polonia, el 11 de julio de 2022 y finalizó en Berlín, Alemania, el 5 de noviembre de 2022.

## Música
La banda sonora de La balada de los pájaros cantores y las serpientes contiene la versión de la película de canciones como "The Hanging Tree", y  "Pure as the Driven Snow", que fueron interpretadas en directo por Zegler, y producidas por Dave Cobb, que bebían en gran medida de la música folk apalache-country. La banda sonora oficial de Los Juegos del Hambre: The Ballad of Songbirds & Snakes (Music From & Inspired By) fue lanzada el 17 de noviembre, por Geffen Records con temas interpretados por Zegler, así como canciones interpretadas por artistas consagrados de Americana y folk, y estuvo encabezada por dos sencillos: "The Hanging Tree (Lucy Gray's version)" y "Can't Catch Me Now", interpretada por Olivia Rodrigo, se estrenó dos días después, el 3 de noviembre,
En julio de 2022, el compositor James Newton Howard confirmó que volvería a componer la banda sonora de la película.La partitura de Howard saldrá a la venta el 17 de noviembre, a través de Sony Classical Records.

## Estreno
Los juegos del hambre: La balada de pájaros cantores y serpientes tuvo su premiere europea en Berlín, Alemania, el 5 de noviembre de 2023, y su estreno mundial en el BFI IMAX de Londres el 9 de noviembre de 2023; la película se distribuyó en cines de todo el mundo el 17 de noviembre de 2023, una semana después de su estreno, empezó a competir con la película de Disney, Wish: el poder de los deseos, que así desatara una competencia en taquillas en las dos películas.

## Recepción

### Respuesta crítica
En el sitio web de recopilación de reseñas Rotten Tomatoes, el 64% de las 193 críticas son positivas, con una calificación promedio de 6,4/10. El consenso del sitio web dice: "Un elenco sobresaliente y una historia emocionante ayudan a que Los juegos del hambre: La balada de pájaros cantores y serpientes sea un regreso digno a Panem a pesar de un final apresurado y algo frustrante". Metacritic, que utiliza un promedio ponderado, asignó a la película una puntuación de 54 sobre 100, basada en 51 críticas, lo que indica críticas "mixtas o promedio". El público encuestado por CinemaScore le otorgó a la película una calificación promedio de "B+" en una escala de A+ a F, la más baja de la franquicia, mientras que los encuestados por PostTrak le dieron una puntuación positiva general del 87%, y el 70% dijo que definitivamente recomendaría la película.